# Luke Donald

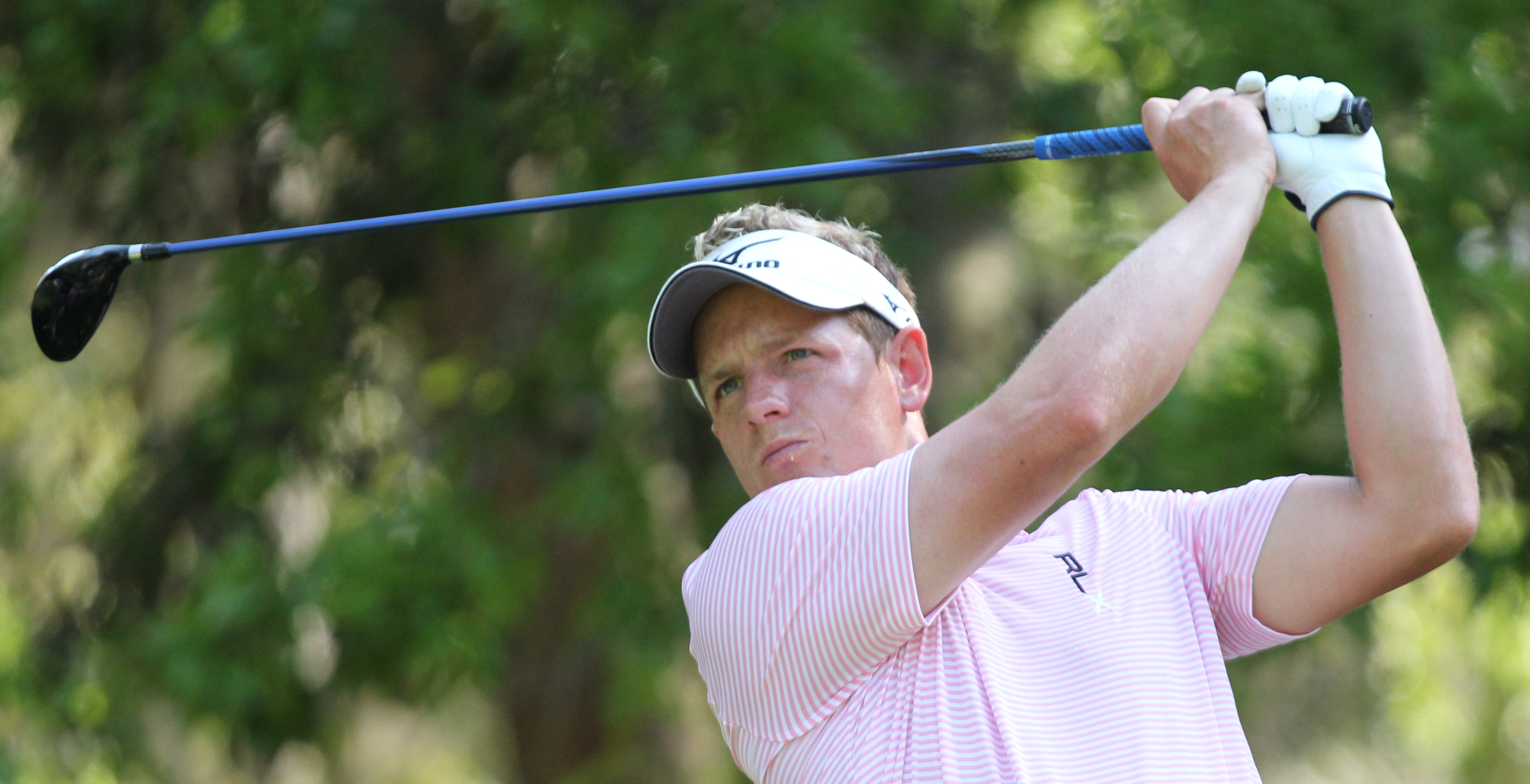
Luke Donald fotografiado en 2011

Luke Donald, MBE (Hemel Hempstead, Hertfordshire, Inglaterra, Reino Unido, 7 de diciembre de 1977), es un golfista británico que lideró la lista de ganancias del PGA Tour y el European Tour en 2011, y resultó séptimo en el PGA Tour de 2010 y el European Tour de 2006 y 2012. Obtuvo cinco victorias y 70 top 10 en el circuito estadounidense, así como siete victorias y 54 top 10 en el europeo. 
El golfista nunca ganó un torneo major. Sus mejores resultados fueron tercero en el Masters de Augusta de 2005 y el Campeonato de la PGA de 2006, cuarto en el Masters de Augusta, quinto en el Abierto Británico de 2009 y 2012, octavo en el Abierto de los Estados Unidos de 2012 y el Campeonato de la PGA en 2011.
Los triunfos individuales más destacados de Donald fueron el WGC Match Play de 2011 y el Campeonato Británico de la PGA en 2011 y 2012. También obtuvo el segundo puesto en el WGC-Bridgestone Invitational de 2011, el tercero en el WGC-HSBC Champions de 2010 y el sexto en el WGC-Campeonato Cadillac de 2006, 2011 y 2012. Por su parte, jugó cuatro ediciones de la Copa Ryder con la selección europea, logrando 10,5 puntos de 15. A su vez, ganó la Copa Mundial de Golf de 2004 con la selección inglesa junto a Paul Casey, y resultó segundo en 2005 junto con David Howell.
Donald ha estado 55 semanas como golfista número 1 del mundo en 2011 y 2012, así como 113 semanas entre los primeros cinco, 219 semanas entre los primeros diez y 376 semanas entre los primeros veinte.
Donald jugó a nivel juvenil en los clubes de Hazlemere y Beaconsfield. Luego se mudó a Estados Unidos y estudió arte en la Universidad Northwestern de Chicago con una beca deportiva. Fue campeón individual de la NCAA División I en 1999. Donald se convirtió en profesional en 2001.